# 卡巴内拉什 (韦迪镇)
x
卡巴内拉什（葡萄牙語：Cabanelas）是葡萄牙布拉加区的一个堂区，位於韋迪鎮。总面积6.21平方公里，总人口2015人，人口密度324.5人/平方公里。